# История кинематографа

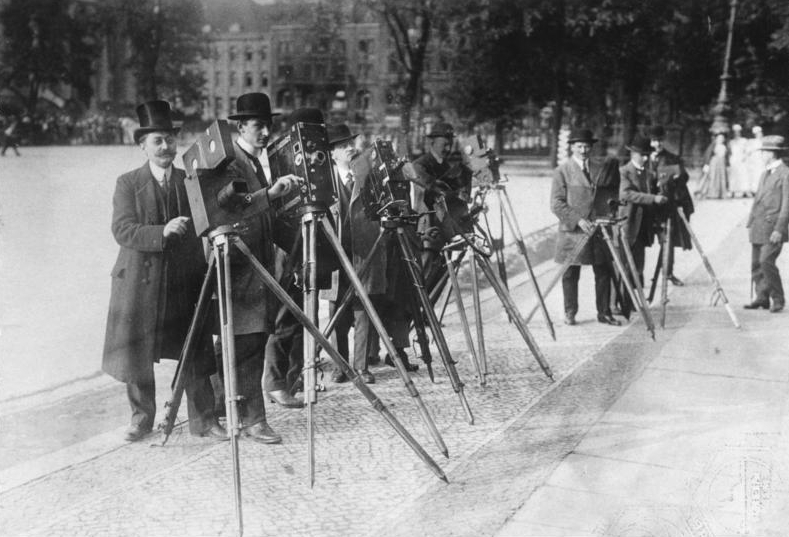
Кинооператоры в Берлине в 1907 году

История кинематографа начала свой отсчёт 28 декабря 1895 года, когда в Париже на бульваре Капуцинок в одном из залов «Гранд кафе» прошёл первый сеанс кинопоказа. Вскоре по всему миру начали создавать кинокомпании и киностудии. В первые 10 лет кинематографа кино превратилось из новинки в устоявшуюся индустрию массовых развлечений. Самые ранние фильмы были черно-белыми, длительностью менее минуты, без записи звука и состояли из одного кадра, снятого неподвижной камерой. Кинематограф развивался на протяжении многих лет благодаря появлению монтажа, движению камеры и другим кинематографическим приёмам. С конца 1990-х годов в кино стали использоваться спецэффекты. На широкое распространение кинематографа повлияло появление новых средств передачи информации, включая телевидение (с 1950-х годов), домашнее видео (с 1980-х годов) и Интернет (с 1990-х годов).

## Первые шаги
Истоки кинематографа восходят к попыткам изобразить движение в статических изображениях, предпринимавшимся ещё в доисторические времена. Первые устройства, синтезирующие серию неподвижных изображений для создания иллюзии движения, появились в первой половине 19 века. К ним относятся такие приборы, как фенакистископ (1832 г.), зоотроп (1834 г.), праксиноскоп (1877 г.) и другие «волшебные фонари», изобретённые в 1830-1870-х годах. Эти механические устройства демонстрировали простейшие анимированные сюжеты, положив начало развитию анимационного кино.
Первый шаг к кинематографу был сделан в V веке до н. э., когда была изобретена «тёмная комната» — или по-латински камера обскура, дававшая туманное изображение на противоположной стенке (кроме того, ранее появился театр теней в Китае и Японии). Сам термин «камера обскура» возник в конце XV века, а соответствующие опыты проводил Леонардо да Винчи. «Волшебный фонарь» для проецирования изображений на вертикальный экран стал широко известен в XVII веке. Он в упрощении представлял собой ящик с увеличительной трубой и светильником внутри. Сзади этого светильника стоял рефлектор-отражатель, между трубой и ящиком была щель, где ставился нарисованный тушью кадр. При этом изображение было статичным.
Следующий шаг к кинематографу сделал в 1830 году Майкл Фарадей и его друг Макс Роджер. Вся Европа старалась изобрести аппарат, чтобы оживить рисунок. Прибор Фарадея назывался фенакистископом. К аппарату прилагался ряд последовательных картинок. Ранее учёный Жозеф Плато занимался разложением движения на фазы (например, движение человека). Когда Фарадей получил в руки эти труды, ему до завершения фенакистископа оставалось совсем немного. В результате стало возможным создать движущийся рисунок (но не реальное изображение) длительностью несколько секунд.

«Лошадь в движении», 1878

Третий шаг состоялся в 1877 году с изобретением хронофотографии. Он стал возможен благодаря работам Луи Дагера и Жозефа Ньепса, разработавших мокрый коллодионный процесс с достаточно высокой светочувствительностью, но требующий приготовления фотоматериала непосредственно перед съёмкой. Высокая светочувствительность позволяла уменьшить время экспозиции, без чего съёмка быстрого движения была бы невозможной.
Пионеры фотографии, такие как Эдвард Мейбридж и Этьен-Жюль Маре, в 1870-80-х годах провели серию экспериментов по фотографированию последовательных фаз движения - человека, животных, маятника. Это позволило им визуализировать процесс движения и приблизиться к созданию первых образцов кинематографической техники.
В 1878 году губернатор Калифорнии Леланд Стэнфорд и фотограф Эдвард Мейбридж провели эксперимент по фотофиксированию галопа лошади. По одним данным, Стэнфорд поспорил c Мейбриджем на тему того, «отрывает во время галопа лошадь все четыре ноги от земли или нет», по другим — Мэйбридж просто выполнял заказ Стэнфорда, занимавшегося анализом движения лошади. Они установили вдоль беговой дорожки для лошадей 12 фотоаппаратов, размещённых в специальных светонепроницаемых будках. Ассистенты в будках по сигнальному свистку одновременно начинали готовить фотопластинки для съёмки. По мере готовности всех камер на дорожку выпускалась лошадь, которая скакала вдоль белой стены напротив фотоаппаратов. Затворы всех фотоаппаратов приводились в действие верёвками, натянутыми поперек трека: лошадь разрывала их, поочерёдно запуская фотоаппараты. В итоге, каждый из фотоаппаратов снимал отдельную фазу движения лошади на белом фоне стены, подчёркивающей силуэт. Это была первая попытка разложить движение на фазы. В дальнейшем Мэйбридж увеличил число фотоаппаратов до 24, а полученные снимки использовал в изобретённом им зупраксископе, дававшем движущееся изображение.
Фотографирование движений животных и человека — главная сфера интересов Мейбриджа, и за работы в этой области он получал субсидию университета Пенсильвании, с которым он сотрудничал три года. Одиннадцать томов, опубликованных под эгидой университета в 1887 году — «Движение животных: электрофотографические исследования последовательных фаз движения животных», — содержали все фотографические эксперименты Мейбриджа с 1872 по 1885 годы, и в них было помещено более ста тысяч его фотографий. На фотографиях были не только домашняя собака, кошка и лошадь, но и американский лось, олень, медведь, енот, лев, тигр, обезьяна и птицы.
В 1901 году Мейбридж выпустил книгу «Фигура человека в движении». Он возвратился в Англию и больше почти не занимался фотографией. Умер он в своём родном городе Кингстоне на Темзе в 1904 году.

## Дальнейшее развитие
Во второй половине XIX века фотография стала очень популярна, в домах появились фотоальбомы, где люди хранили фотографии друзей и родственников. В этот период было зарегистрировано множество патентов на «живую» фотографию.
В 1876 году французский профессор Этьен Маре изобрёл «фотографическое ружьё». На вращающуюся восьмиугольную фотопластинку проводилась съёмка фаз движения животных и птиц со скоростью до 10 кадров в секунду. В дальнейшем изобретатель создал более удачное устройство под названием «хронофотографическая камера», использующее рулонную светочувствительную фотобумагу. Модернизировав своё изобретение, Маре получил хронофотографическую камеру, которая могла использовать рулонную неперфорированную киноленту.
В 1876 году в Париже появился покадровый кинематограф. Его изобретатель — Эмиль Рено, а его изобретение — оптический театр. Это был волшебный фонарь в «большом масштабе»: через фонарь шла плёнка с нанесёнными на неё рисунками. Таким образом, получался театр кадров, показываемых последовательно на большом экране: 80, 90 или 100 картинок в зависимости от сюжета. Специально приглашённый актёр рассказывал о действии. «Фильм» состоял из ряда роликов по несколько секунд каждый, недостаток технологии состоял в невозможности делать длительные ролики. В пору расцвета таких театров было в Париже около 12.
Пример такого фильма: молодая женщина читает книгу, к ней подходит молодой человек, завязывается диалог. Потом он берёт её под руку и ведёт в экипаж, они едут обедать. Несколько встреч, потом происходит свадьба. Алтарь. Их провожают на пароход и отправляют в свадебное путешествие в Африку. Кратко показано их путешествие. Молодые супруги возвращаются, их встречают родители. Потом демонстрируется белый кадр. Девушка снова сидит на скамейке, она поднимает книгу — ей всё приснилось.
В 1870 году американцем Джоном Хайатом изобретён целлулоид, позднее использованный для получения гибкой ленты. Спустя 7 лет русский фотограф Иван Болдырев предложил использовать фотоплёнку на такой подложке. В 1889 году американский изобретатель Джордж Истмэн, ранее разработавший эффективный промышленный метод покрытия фотоэмульсией «сухих» фотопластин, выпустил на рынок прозрачную фотоплёнку на основе целлулоида. После этого стало возможным создание эффективной и прочной киноплёнки.

## Кинематограф на грани рождения

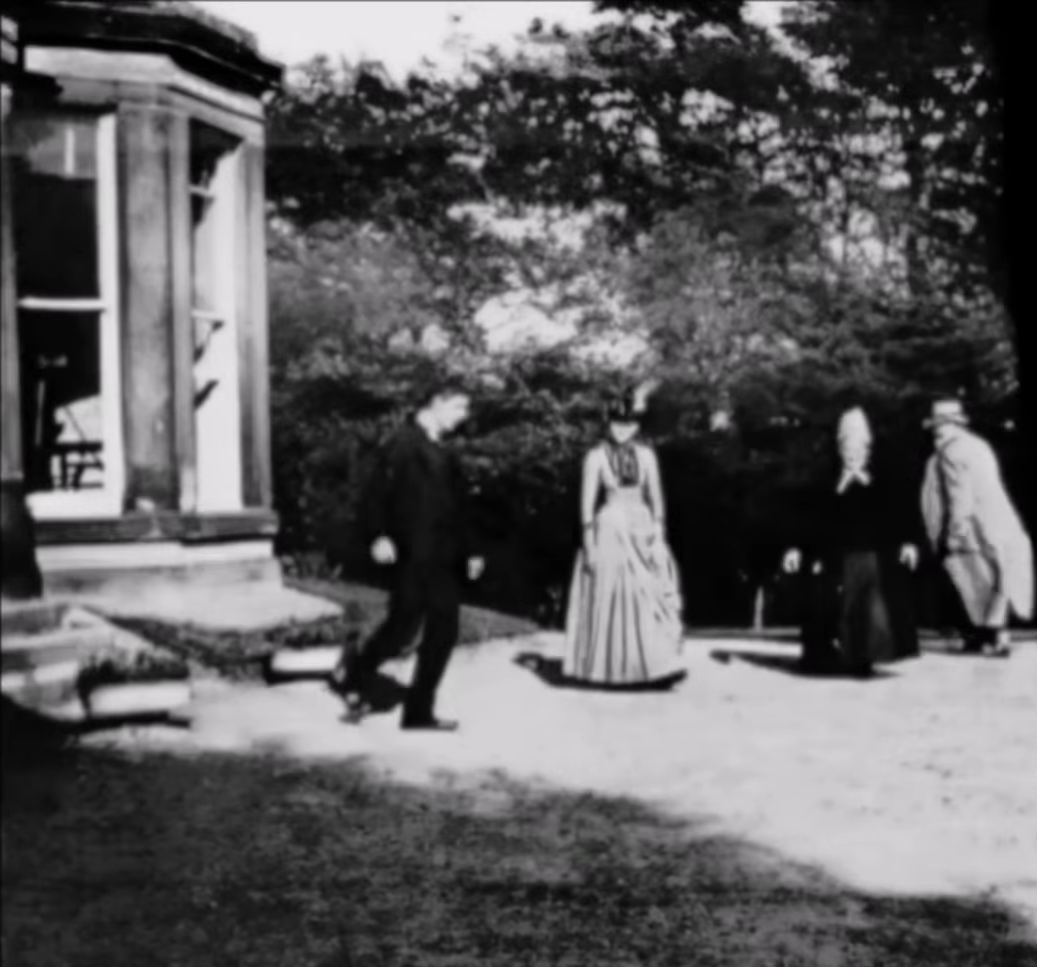
Кадр киноролика «Сцена в саду Раундхэй», 1888

Успехи Мейбриджа и Маре в области хронофотографии произвели огромное впечатление на французского изобретателя Луи Лепренса, решившего продолжить исследования в этой области. В начале 1888 года он собрал свой первый хронофотографический аппарат с 16 объективами, расположенными в 4 ряда. Вскоре изобретатель ограничился одним объективом, снимавшим на единственную катушку, в его следующей конструкции под названием «LPCCP MkI». Полученным аппаратом в 1888 году снят киноролик «Сцена в саду Раундхэй», считающийся самым первым кинофильмом в истории кинематографа. 16 сентября 1890 года, получив патент на изобретение в Лондоне, режиссёр Луи Лепренс бесследно исчез, сев на поезд Дижон-Париж. В результате Лепренс и его открытия так и не получили широкой известности, хотя опередили другие разработки в этой области.
В 1894 году Томас Эдисон передаёт разработки кинематографа Уильяму Диксону. Под руководством Эдисона Диксон изобретает аппарат «кинетоскоп». Этот аппарат был так устроен, что «движущиеся картинки», которые он демонстрировал, мог наблюдать только один человек. Кроме того, в кинетоскопе применялся не покадровый показ, а постоянная прокрутка — что создавало у зрителя при просмотре впечатление размытия изображения. На основе кинетоскопа была создана первая в мире киносеть, принёсшая за год 150 тысяч долларов прибыли. 35-мм киноплёнка, использованная для кинетографа и кинетоскопа, дожила без существенных изменений до нашего времени. Соотношение сторон кадра 1,33:1 было стандартом до появления звукового кино.
В 1893 году русский инженер Иосиф Тимченко изобретает проектор для просмотра фильма. Это был заместитель главного инженера Балтийского завода. Прочитав о разработках «живых картинок», он также включился в процесс изобретения (история этого изобретения нам известна по материалам Карена Шахназарова). В 1893 году Тимченко начал заниматься изучением этого вопроса. Он изобрёл камеру, снимающую на вращающуюся фотопластинку, а также изобрёл проектор и попробовал снять полдесятка сюжетов про свою семью и своих детей. Через некоторое время он продемонстрировал свой аппарат российскому научному обществу. Его заслуги оценили, но денег на дальнейшее развитие и изучение не выделили; тогда он обратился в общество предпринимателей, куда входили владелец Путилов, банкир Дмитрий Рубинштейн, владелец магазинов Елисеев, булочник Филлипов и др. Но и там его предложение не встретило поддержки. Но Тимченко на этом не остановился, он обратился к Савве Ивановичу Мамонтову. В начале 1894 года, весной он приехал в Москву и рассказал про свои изобретения, а также изложил свою идею Мамонтову, на что тот сказал: «Это имеет большое будущее, но денег у меня нет».
Год спустя братья Люмьер продемонстрировали свою технологию кинопоказа — и вошли в историю в качестве создателей кинематографии как жанра искусства. Братья Люмьер были специалистами по технологиям фотофиксации изображений и к 1895 году смогли создать работающий киноаппарат «синематограф» и сделать несколько роликов. Известны как минимум пять показов 1895 года: 22 марта в Париже в Обществе развития отечественной промышленности; 11 июня на съезде фотографов в Лионе; 11 июля в Париже на технической выставке; 10 ноября в Брюсселе в Бельгийской ассоциации фотографов и 16 ноября в амфитеатре Сорбонны. Эти показы не были доступны всем желающим и проводились преимущественно для специалистов. Однако 28 декабря 1895 года в «Индийском салоне Гранд-кафе» в Париже на бульваре Капуцинок состоялся первый киносеанс, проводившийся для всех желающих за плату в 1 франк. Присутствовало около 30 зрителей. На бульваре Капуцинок демонстрировалось несколько роликов продолжительностью 45-50 секунд, снятых весной 1895 года. Среди них был комедийный сюжет «Политый поливальщик», однако не было знаменитого ролика «Прибытие поезда на вокзал Ла-Сьота», который демонстрировался позже, в январе 1896 года. Вопреки легенде, зрители не пытались покинуть свои места, видя надвигающийся на них поезд. Первым репортажным фильмом можно считать съёмку представителем братьев Люмьер Серфом Камиллом коронационных торжеств в Москве в мае 1896 года.

Важное значение работы Люмьеров состояло в том, что их технология позволяла осуществлять съёмку не в специальных помещениях, а в любом месте (в том числе на улице), быстро готовить фильм к просмотру и показывать его не одному зрителю, а целому залу.

## Немое кино и формирование сети кинотеатров
Основная статья: Немой кинематограф
Братья Люмьер решили строить бизнес не на продаже киноаппаратов, а на создании сети кинотеатров. Люмьеры предоставляли франшизу, и их партнёры организовывали кинопоказы, оплачивали труд киномехаников и аренду аппаратов, закупали киноматериал (всего Люмьер отсняли за три года несколько сотен одноминутных лент). Поначалу бизнес шёл успешно (была создана киносеть по всему миру), однако через несколько лет братья столкнулись с жёсткой конкуренцией, поскольку количество кинотеатров быстро росло. В 1898 году Люмьеры приняли решение прекратить свою кинодеятельность и вернуться к совершенствованию фототехнологий (включая создание цветного фото).
Длительность фильмов удалось увеличить благодаря изобретению Вудвила Латама, в 1897 году создавшего механизм, позволяющий использовать плёнку большой протяжённости (петля Латама). Ранее длина плёнки ограничивалась 15-ю метрами, чтобы исключить её обрыв в лентопротяжном механизме; этого хватало не более, чем на одну минуту показа.

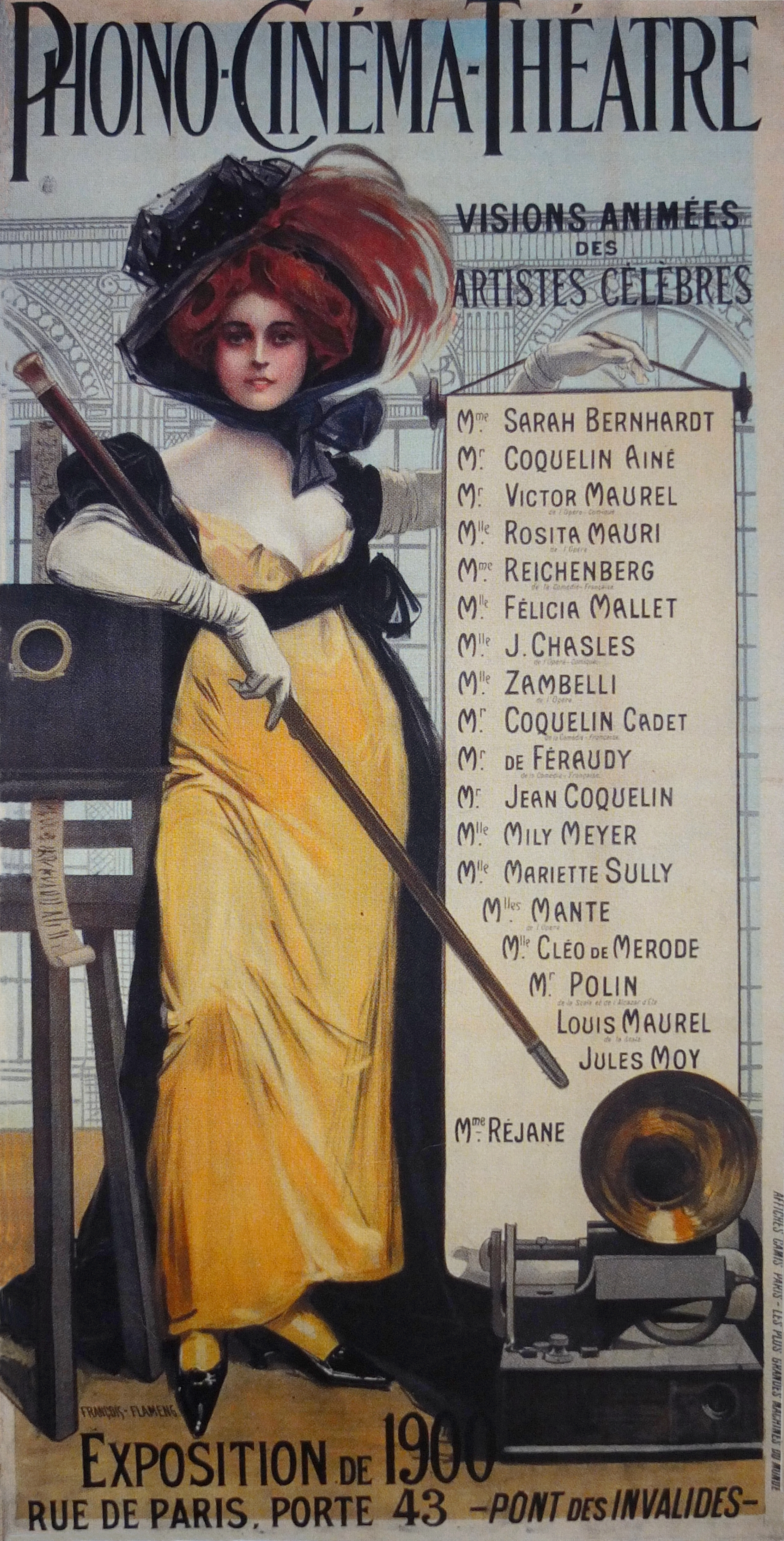
Афиша, рекламирующая кинематограф во Франции. Париж, 1900

В развитие раннего кинематографа крупный вклад внесли француз Жорж Мельес и американец Дэвид Гриффит. Мельес основал первую киностудию (как отдельное предприятие), где разработал технологии создания спецэффектов и снял первый фантастический фильм и первый фильм ужасов. Гриффит разработал концепцию «крупного плана» и стал основателем «голливудской режиссуры», создав классическую схему кадр-план-сцена-эпизод.
В Европе до Первой мировой войны доминировала парижская киностудия «Братьев Патэ», а в США центром киноиндустрии первоначально был Нью-Йорк. Однако в 1910-е годы всё больше студий перебирались в пригород Лос-Анджелеса Голливуд, где были хорошие условия для натурных съёмок (много солнечного света и редкие осадки). В начале 1920-х годов в Голливуде уже базировались 8 крупнейших киностудий, контролировавших кинопроизводство. Пять из них — Fox, Loew-MGM, Paramount, RCA и Warner Brothers — имели собственные сети кинотеатров, и ещё три — Universal Pictures, Columbia Pictures и United Artists — не имели своих сетей.

## Звуковое и цветное кино
Основная статья: Звуковой кинематограф
Основная статья: Цветной кинематограф
История звукового и цветного кино начинается в начале XX века. Первые эксперименты с цветом в кино были проведены путём ручной раскраски кадров, как это делал Жорж Мельес. Однако с появлением длинных фильмов и массового производства в 1910-х годах, ручная раскраска была заменена механизированными процессами тонирования и окрашивания. В то же время, звук в кино появился в эпоху немого кино, когда музыка исполнялась вживую в кинотеатрах. Синхронизированный звук впервые был представлен в 1920-х годах с системой Vitaphone, которая использовала отдельные звуковые диски.

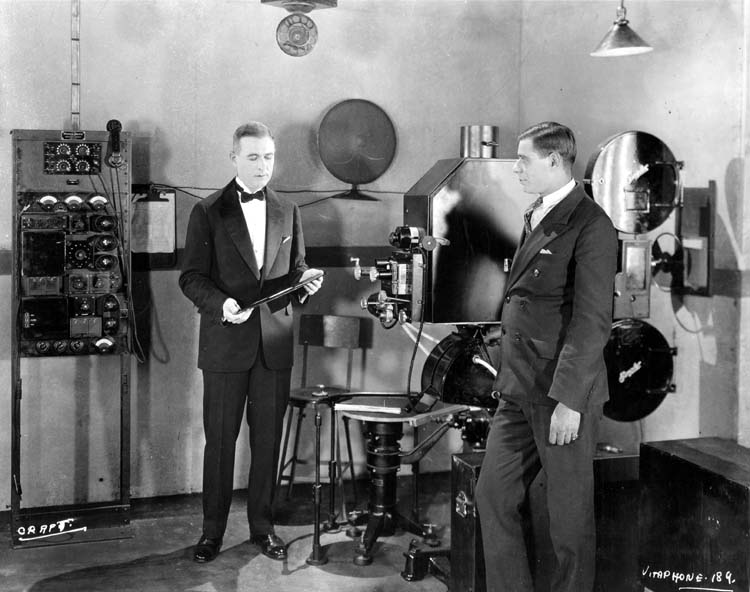
Кино установка Vitaphone

                                    К началу 1930-х годов большинство полнометражных фильмов уже демонстрировались со звуком, а к середине 1930-х годов некоторые из них были и в цвете.